# Chaudhary Charan Singh

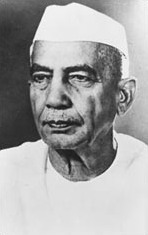
Chaudhary Charan Singh

Chaudhary Charan Singh (Hindi चौधरी चरण सिंह Caudharī Caraṇ Siṅh; * 23. Dezember 1902 in Noorpur, Uttar Pradesh; † 29. Mai 1987 in Neu-Delhi) war ein indischer Politiker und vom 28. Juli 1979 bis zum 14. Januar 1980 Premierminister Indiens.

## Leben
Charan Singh stammte aus einer nordindischen Bauernfamilie aus der Volksgruppe der Jat. 1929 trat er dem Indischen Nationalkongress bei und wurde während des indischen Unabhängigkeitskampfes der folgenden Jahre mehrfach inhaftiert. Seine Politik richtete sich in den nächsten Jahren dahin, der ländlichen Bevölkerung Indiens mehr politischen Einfluss zu verschaffen. Er geriet in Gegensatz zu Jawaharlal Nehru, dessen sozialistische Politik der landwirtschaftlichen Kollektivierung er ablehnte. 1967 verließ er die Kongresspartei und gründete eine eigene Partei Bharatiya Kranti Dal (BKD, „Indische Revolutionäre Partei“).
1967 bis 1968 und erneut ab 1970 war er Chief Minister von Uttar Pradesh. Ende 1974 schloss er die BKD mit anderen Parteien zur Bharatiya Lok Dal zusammen, um mit vereinten Kräften besser gegen Indira Gandhis Regierung opponieren zu können. Während der Zeit des Ausnahmezustandes 1975 bis 1977 wurde er inhaftiert. 1977 vereinigte sich die Bharatiya Lok Dal mit anderen Parteien zur Janata Party. Nachdem diese die Wahlen 1977 gewonnen hatte, wurde Singh in der neu gebildeten Regierung zuerst Innenminister, dann stellvertretender Premierminister und 1979 schließlich amtierender Premierminister mit kurzzeitiger Unterstützung der Kongresspartei und Indira Gandhis. Doch bereits nach sieben Monaten entzog diese ihm die Unterstützung und er gab sein Amt auf.
Charan Singhs Sohn Ajit Singh gründete 1996 die Bharatiya Kisan Kamghar Party (BKKP), die 1998 zur Rashtriya Lok Dal (RLD) fusionierte. Die RLD sieht sich in gewisser Hinsicht in der Nachfolge der BLD und hat ihren Schwerpunkt im westlichen Uttar Pradesh. Sie hat aber nicht annähernd die Bedeutung erlangen können, die die BLD ehedem hatte.